# Делемотт, Бернар
Бернар Делемотт (фр. Bernard Delemotte; 17 августа 1939, Париж — 14 января 2023, Фриульские острова) — французский инженер по морским операциям, директор водолазных работ.

## Биография
Бернар Делемотт родился 17 августа 1939 года в Париже столице Франции. французский инженер по морским операциям, директор водолазных работ, легендарный член команды Кусто в течение 23 лет, режиссёр подводных съёмок. С 1966 по 1981 год Бернар Делемотт принял участие примерно в пятидесяти экспедициях Кусто. Родился 17 августа 1939 г. в Париже в семье Роже Альфреда Делемотта (1914—1991 гг.). С 7 лет увлекался морем. Бывший таможенник, в команду Кусто попал в 1964 году по протекции Аниты Конти. Проходил стажировку под руководством Альбера Фалько. В 1965 году — участвовал в эксперименте Кусто по проживанию человека под водой «Преконтинент III». Последняя экспедиция в составе команды Кусто была на Байкал в 1996 г. Снял свой первый фильм о гигантских акулах Ирландии, которым угрожает исчезновение из-за перелова («Акула — да, убийца — нет»). Фильм попал в поле зрения Николя Юло, искавшего подводных режиссёров для своей программы «Ушуайя». Делемотт оказался руководителем нескольких частей этого флагманского шоу 80-х и 90-х годов. Снимался в фильмах режиссёра Этьена Верхагена «Верхом на серых китах» (1992), где вместе со слепым остеопатом Жан-Полем Бардуйе гладил серых китов, и «Круиз с китами и дельфинами» (2002), где вместе с Жаком Майолем и двумя девочками Натали и Майле плавал под водой вместе с китами. Делегировался кандидатом в Национальную ассамблею Франции. Погиб в субботу 14 января 2023 в результате несчастного случая при нырянии во время прогулки с друзьями из Union Nautique Marseillaise (UNM) во Фриуле (остров в 4 км от Марселя). Эрве Меншон, избранный в горсовет Марселя (Mairie de Marseille), обязуется, чтобы имя Бернара Делемотта носило место на марсельском побережье или в море.